# Chantier naval royal de Halifax
Le Chantier naval royal de Halifax était une base de la Royal Navy à Halifax, en Nouvelle-Écosse. Fondé en 1759, le chantier naval servit de quartier général au commandement nord-américain de la Royal Navy pendant soixante ans, à compter de la guerre de Sept Ans. La Royal Navy continua d'exploiter la station jusqu'à sa fermeture, en 1905. La station fut vendue au Canada en 1907 et devint le chantier naval canadien de Sa Majesté, fonction qu'il remplit encore aujourd'hui comme entité de la base des Forces canadiennes Halifax.

## Histoire
Le port d'Halifax, au Canada (Nouvelle-Écosse), servait de base saisonnière pour la Royal Navy depuis la fondation de la ville en 1749, utilisant des installations temporaires et une plage de carénage sur l’Île Georges. Les Britanniques ont acheté la propriété qui contient maintenant le Fleet Maintenance Facility Cape Scott for the Naval Yard. Cette propriété avait appartenu à John Gorham (Gorham Point), au capitaine Ephraim Cook, à Philip Durell, à Joseph Gerrish et à William Nesbitt,. Des terrains et des bâtiments ont été achetés en 1758 et les chantiers ont été officiellement mise en service en 1759. Ils ont été la base principale de la Royal Navy en Amérique du Nord pendant la guerre de Sept Ans, la Révolution américaine, les guerres révolutionnaires et la guerre anglo-américaine de 1812.
En 1818, Halifax devint la base estivale de l'escadron qui se situait aux Chantiers navals royaux, aux Bermudes, pour le reste de l'année. Le chantier naval de Halifax, n’ayant pas de cale sèche avant 1887, fut donc officiellement appelé le « Halifax Naval Yard » lors de sa création, bien qu’il ait été connu sous le nom de chantier naval de Halifax. La cale sèche, les installations de charbon et les torpilleurs ont été ajoutées entre 1881 et 1897. La station a fermé en 1905 et a été vendue au Canada en 1907 pour devenir le chantier naval canadien de Sa Majesté, fonction qu'elle remplit encore aujourd'hui comme entité de la base des Forces canadiennes Halifax.
Le chantier était située sur la rive ouest du port de Halifax, au nord de Citadel Hill et du principal site urbain de la ville. En plus de réaménager et d’approvisionner l’escadron nord-américain, il a joué un rôle essentiel en fournissant des mâts et des espars pour l’ensemble de la Royal Navy après la perte des ressources en bois des colonies américaines pendant la Révolution américaine. Les mâts coupés partout en Amérique du Nord britannique ont été rassemblés et entreposés à Halifax pour être expédiés en convois vers les chantiers navals britanniques en temps de guerre.
Le site a été désigné lieu historique national du Canada le 25 mai 1923.

## Installations
Le chantier naval était initialement défendu par son grand fortin militaire, trois redoutes et un mur de pierre fortifié. Ces défenses ont été renforcées et remplacées par la suite par le vaste réseau de fortifications de l'armée, dont l'objectif principal était de protéger le chantier naval, notamment le fort Needham, le fort George et la citadelle de Halifax, la redoute York, Fort Charlotte sur l’île Georges, Fort Clarence à Dartmouth, cinq forts sur l’île McNabs et de nombreuses batteries à Point Pleasant (en).
Beaucoup des bâtiments originaux des XVIIIe et XIXe siècles de la Royal Navy du chantier naval ont été détruits lors de l'explosion de Halifax de 1917 ; d'autres ont été démolis pendant la Seconde Guerre mondiale pour faire place à des ateliers d'usinage, des bâtiments de magasin et des salles d'exercices, nécessaires pour équiper et entretenir les nombreux navires d'escorte mis en service lors de l'expansion de la Marine royale canadienne, lors de la bataille de l'Atlantique. Une seule résidence datant de 1814 et la résidence de l'amiral datant de 1816 ont survécu. La résidence de l'amiral fait maintenant partie du Musée du commandement maritime. L'horloge d'origine du chantier naval a été restaurée et transférée à l'entrée du Halifax Ferry Terminal, tandis que la cloche d'origine est conservée au Musée maritime de l'Atlantique, à Halifax. Il abrite également un grand diorama illustrant le chantier naval en 1813 hauteur à l'âge de la voile.
Le bâtiment et les installations de la base comprenaient :
- quai de carénage ;
- étangs et maison de mât ;
- hangar à bateaux ;
- réaménagement du chantier ;
- observatoire astronomique ;
- résidence du commissaire ;
- entrepôt de charbon ;
- entrepôt de torpilles ;
- salle des fêtes ;
- parc d'avitaillement (chantier naval nord) ;
- maison du gardien du chantier ;
- maison du commissaire ;
- hôpital - siège du Collège naval royal du Canada de 1911 à 1917 ;
- maison de l'Amirauté - siège de l'amiral de la station nord-américaine et maintenant du musée du commandement maritime.

## Bateaux
Le chantier naval avait pour principal objectif d’approvisionner, d’héberger et de remettre en état des navires, mais il a également construit certains navires de guerre, notamment :
- HMS Halifax de 1768 ;
- HMS Halifax de 1806.

Les navires basés au chantier comprenaient :
- HMS Asia de 1764 ;
- HMS Atalanta de 1775 ;
- HMS Aeolus de 1801 ;
- HMS Driver ;
- HMS Indian ;
- HMS Shannon de 1806 ;
- HMS Sylph ;
- HMS Martin.

## Administration du chantier naval
Le responsable de la construction navale était à l’origine le principal responsable civil des chantiers navals de la marine royale au XVIe siècle, jusqu’à ce que le Conseil de la marine introduise les commissaires résidents de la marine au XVIIe siècle. En 1832, le poste de commissaire est remplacé par le poste de surintendant, qui conserve les mêmes pouvoirs et la même autorité que les anciens commissaires. En septembre 1971, tous les officiers généraux de la Marine royale occupant des postes de surintendants de l'amiral sur les chantiers navals royaux ont été désignés amiraux du port.

### Commissaire résident de la marine
De 1775 à 1819, plusieurs capitaine, dont Marriot Arbuthnot (de 1775 à1778), ont occupé successivement le poste de Commissaire résident de la marine, à Halifax, Nouvelle-Écosse.